# Furusunds kvarn

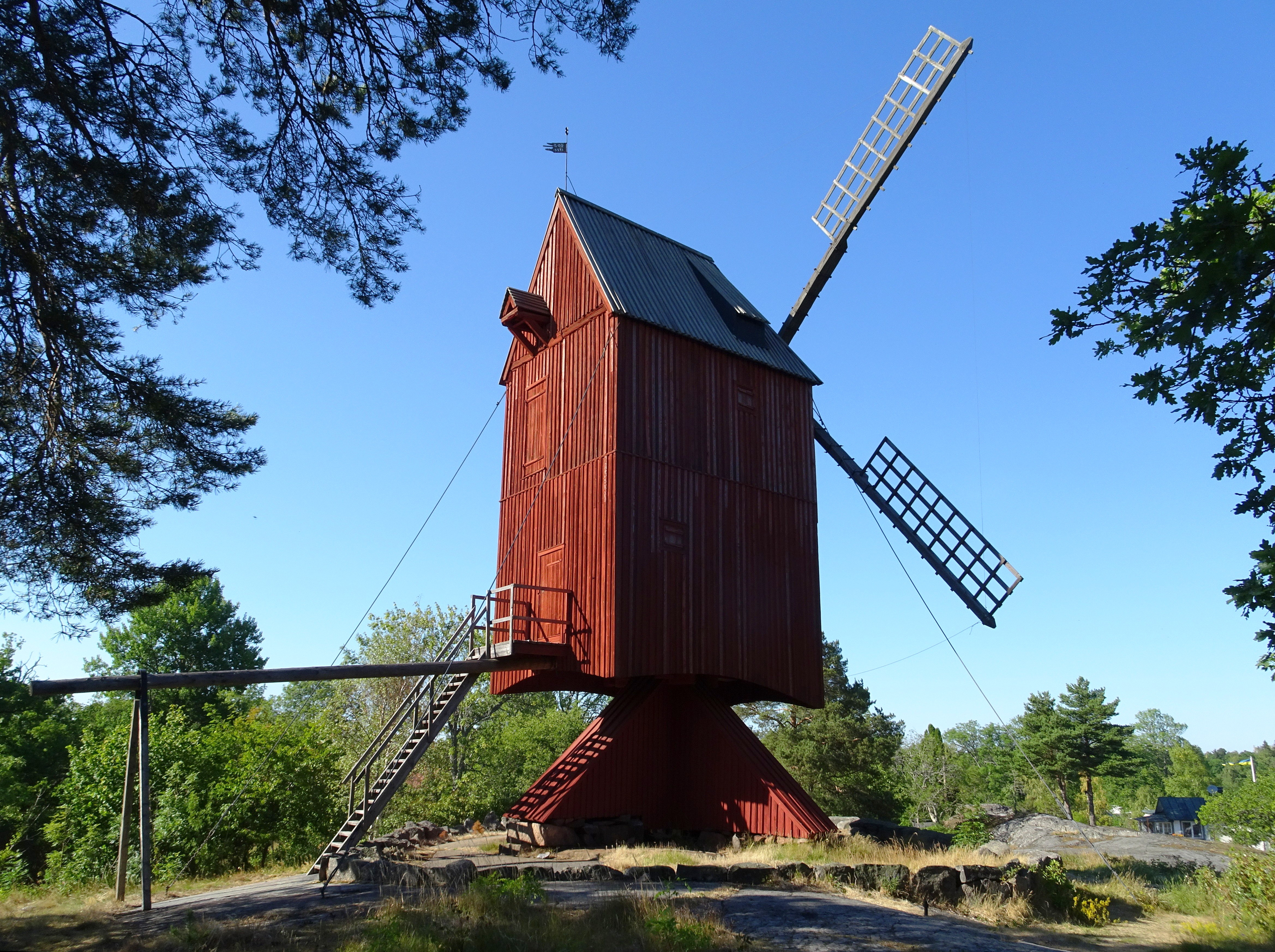
Furusunds kvarn, juli 2018.

Furusunds kvarn är en väderkvarn som står på Kvarnberget i Furusund i Blidö socken i Norrtälje kommun, Stockholms län. Kvarnen byggdes förmodligen 1722 och renoverades 1960 och 2009. Byggnaden är sedan 1985 ett lagskyddat byggnadsminne. Kvarnen ägs och förvaltas av Roslagsmuseet i Norrtälje.

## Historik

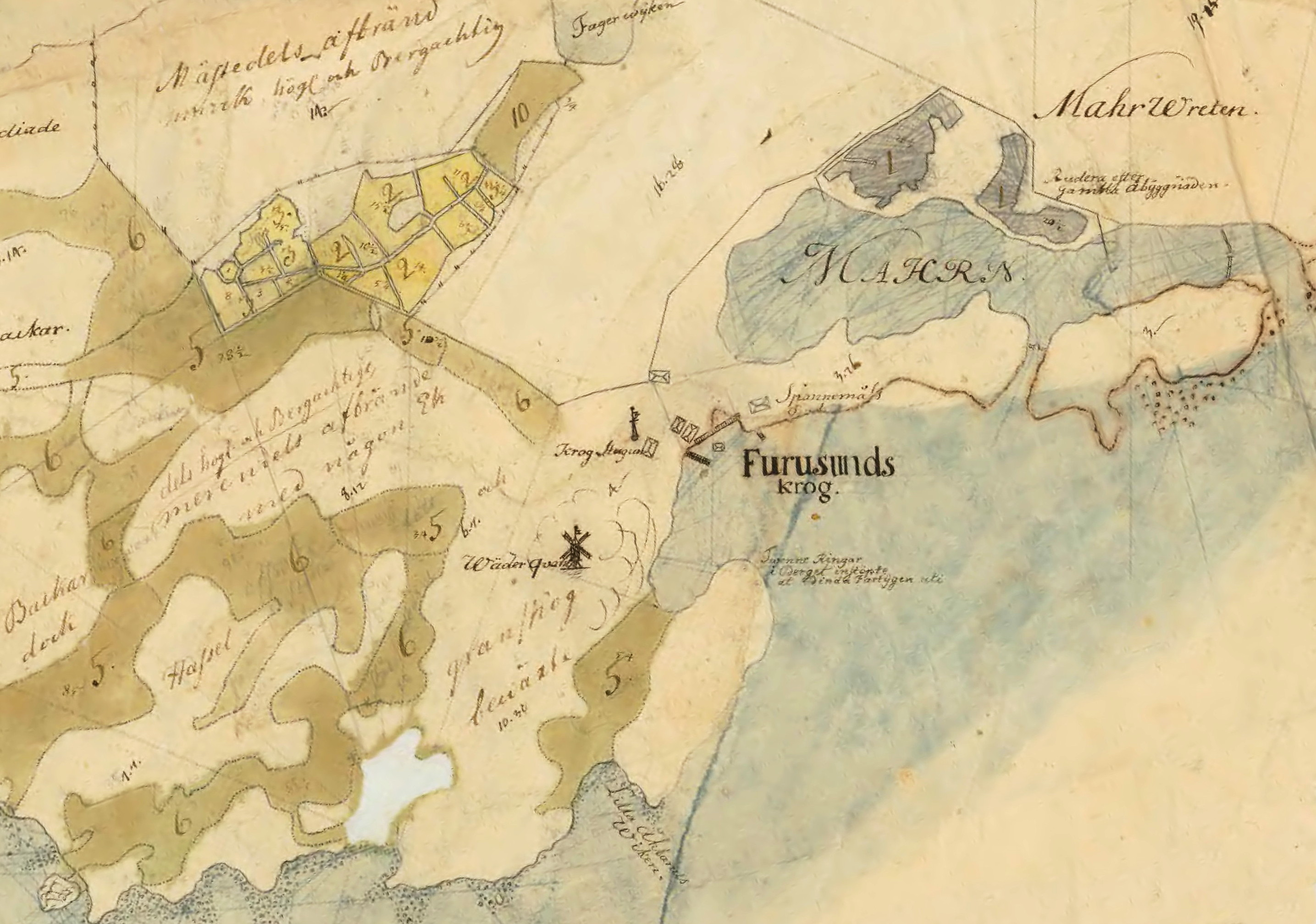
Kvarnen på en karta från 1751.

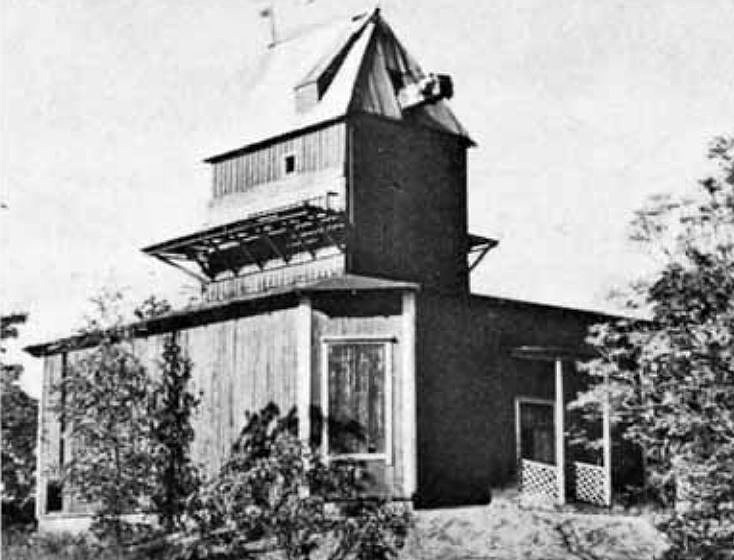
Furusunds kvarn med vingarna nedmonterade och omgiven av Hammers frenologiska museum, ca 1900.

Furusunds kvarn är väl synlig belägen på en terrass högst uppe på Kvarnberget strax söder om Furusunds hamn. Kvarnen är av typ stolpkvarn och representerar en ålderdomlig konstruktion där kvarnhuset i sin helhet är vridbar kring en centralpelare. På grund av vindflöjelns inskription ”G.O.S. 1722” antas att kvarnen byggdes år 1722. Den är därmed den äldsta av de två kvarnar i Stockholms län som hittills byggnadsminnesförklarats. Den andra är Edholma kvarn i Östra Ryds socken som troligen uppfördes 1797. 
Furusunds kvarn förvaltades av Furusunds frälsehemman som i sin tur lydde under Björnö gods i Frötuna socken. Omkring 1750 arrenderades kvarnen av brännvinsidkaren Levin von Blixen. Kvarnen var i bruk fram till 1860-talet och nyttjades enbart för husbehov. 
På 1880-talet köptes hela fastigheten Furusund, inklusive kvarnen av hovjuveleraren Christian Hammer från Stockholm. Han ville förvandla Furusund till en attraktiv badort och lät bygga sommarvillor, societetshus och en teater. På Kvarnberget anlades en kägelbana och själva kvarnen byggdes om till utsiktstorn och förvarings- samt utställningslokal för Hammers omfattande samling av antikviteter och frenologiska föremål vilken lär ha varit den största i sitt slag i Europa.

## Renoveringar
Vid en genomgripande renovering och rekonstruktion 1960-1961 revs Hammers tillbyggnad och kvarnen återställdes till sitt ursprungliga skick. Bland annat tillverkades nya vingar, ny ytterpanel, ny kvarntrappa och stabiliserande vajrar monterades. Kvarnen nyinvigdes 1961 under medverkan av bland andra Evert Taube. År 1985 byggnadsminnesförklarades kvarnen i egenskap av ”synnerligen märklig” med motiveringen att det i Stockholms skärgård endast återstår ett fåtal stolpkvarnar som kan bevara minnet av gångna tiders byggnadsskick. Efter längre tid av förfall krävde Länsstyrelsen i Stockholms län en upprustning av kvarnen vilken genomfördes på försommaren 2009.
Nästa renovering verkställdes etappvis åren 2022-2023. Under första etappen lagades och tjärströks yttertaket. Fasadpanelen lagades och rödfärgades. Ett läckage genom vingaxeln tätades. I nästa etapp byttes kvarnvingar. De ersättande kvarnvingarna tjärströks.

## Bilder

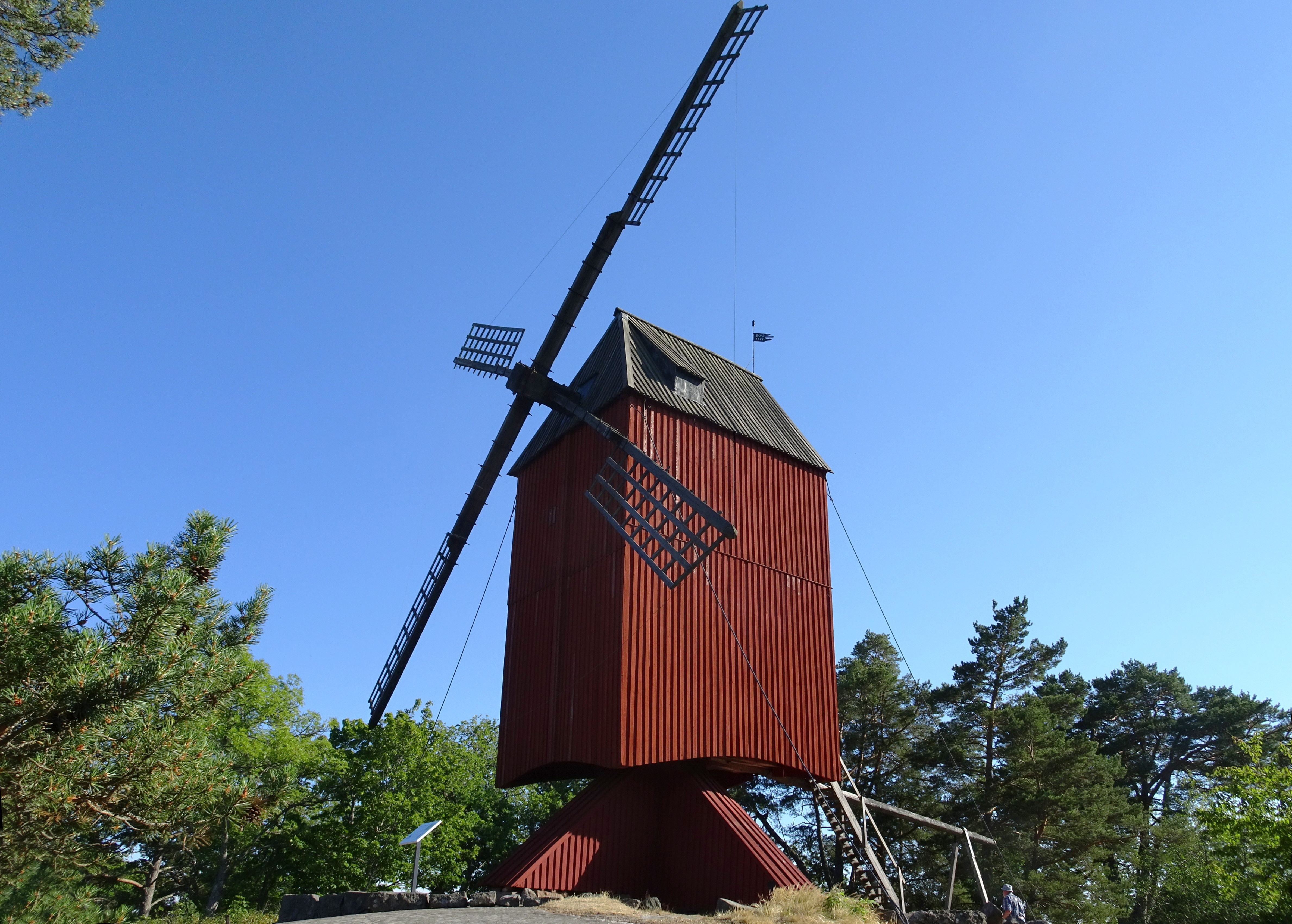
Kvarnen
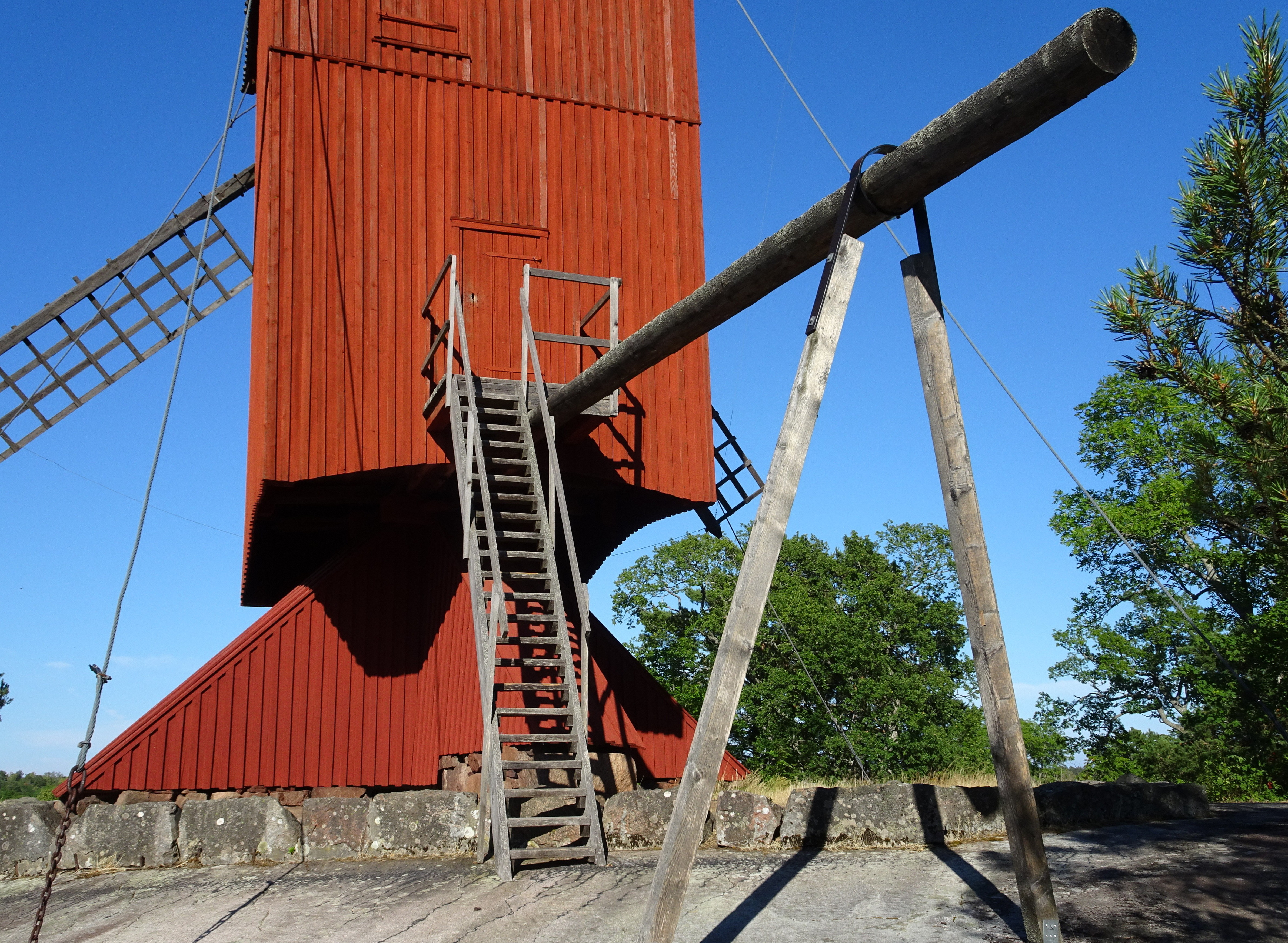
Trappan och kvarnhästen (bommen)
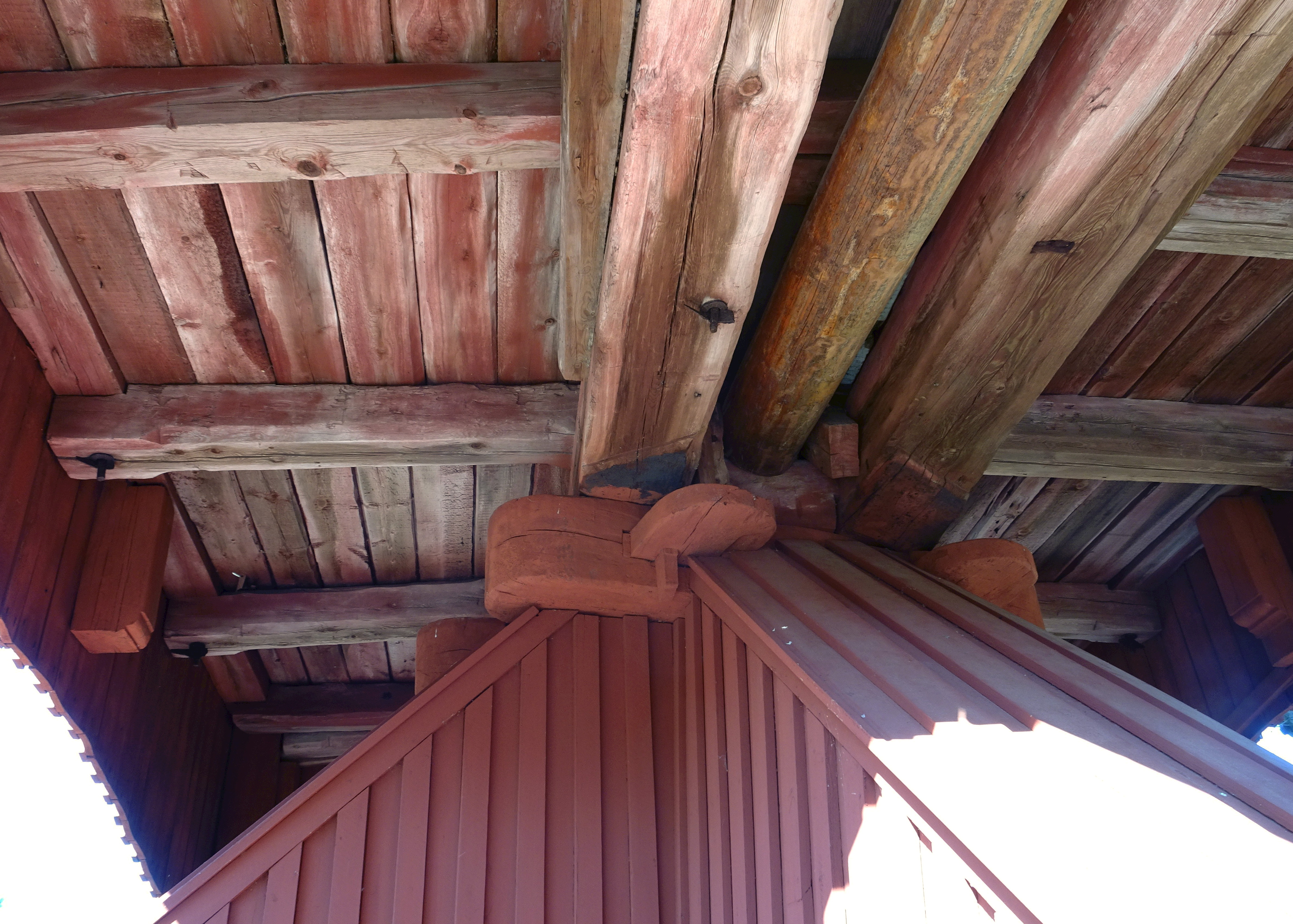
Stolpen (inklädd)
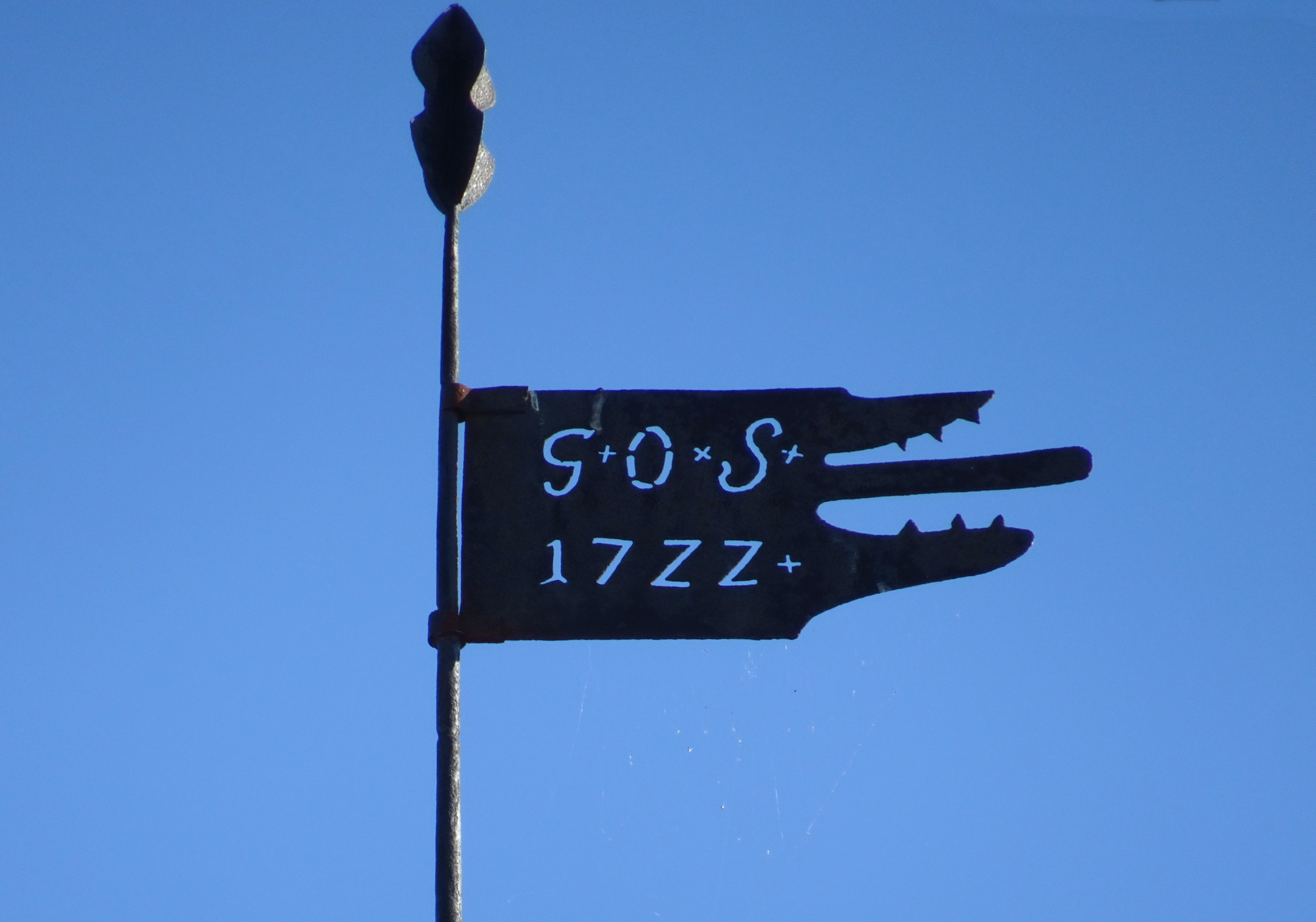
Flöjeln "G.O.S. 1722"